# Alberto Duñabeitia
Alberto Duñabeitia de la Mota (Bilbao, 7 de enero de 1900-1 de enero de 1980) fue un futbolista español que jugaba como defensa.
Era padre del que fuera presidente del Athletic Club y alcalde de Bilbao, Beti Duñabeitia.

## Trayectoria
Inició su carrera como futbolista en las filas del Real Club Deportivo Español ya que se desplazó a Barcelona para estudiar Ciencias Químicas. En esa época, en 1918, llegó a ser campeón vizcaíno de salto de altura gracias a un salto de 1,525 metros. En 1923 regresó a Bilbao para jugar en el Athletic Club. Disputó nueve encuentros oficiales, siendo su partido más destacado la final de Copa del Rey de 1923.

## Clubes
| Club                        | País   | Año       |
| --------------------------- | ------ | --------- |
| Real Club Deportivo Español | España | 1917-1922 |
| Athletic Club               | España | 1922-1926 |

## Palmarés

### Campeonatos regionales
| Título                         | Club          | País   | Año  |
| ------------------------------ | ------------- | ------ | ---- |
| Campeonato Regional de Vizcaya | Athletic Club | España | 1923 |
| Campeonato Regional de Vizcaya | Athletic Club | España | 1924 |

### Campeonatos nacionales
| Título       | Club          | País   | Año  |
| ------------ | ------------- | ------ | ---- |
| Copa del Rey | Athletic Club | España | 1923 |